# Ђавоље грло
Ђавоље грло је пећина у Бугарској и налази се око 1,5 километара северно од села Триграда у Триградској клисури на Родопу у близини града Девину.
Име је добила по изгледу некадашњег улаза који подсећа на ђавољег главу.

## Археологија
Настала је као последица дугогодишњег наслага слојева земље. Позната је по мноштвом подземних вода којима обилује.
У главној дворани пећине налази се водопад. Дворана је дугачка 110 метара, широка 40 и висока 35 метара. Пећински водопад висок 42 метара и као такав други је по величини у Европи.
Пећина је дуга 1000 метара али је за туристе доступна дужина од 350 метара.
Температура у пећини износи осам степени.

## Животињски свет
Пећина представља природно станиште ретких врста слепих мишева. У њој се налазе четири законом заштићене врсте:
- Велики потковичар (Rhinolophus ferrumequinum)

Велики потковичар је највећа врста из рода потковичара у Европи. Боја крзна код одраслих јединки је са леђне стране смеђа до сивосмеђа, често са жућкастим или црвенкастим примесама. Са трбушне стране крзно је мало светлије сиво-беле боје. Насељава топлије брдско-планинске области, шибљаке, пашњаке, воћњаке. Једе гундеље, балегаре, ноћне лептире, двокрилце и опнокрилце. Женка рађа једног младунца од краја јуна до краја јула. Највећа забележена дужина живота код ове врсте износила је 30,5 година.
- Мали потковичар (Rhinolophus hipposideros)

Мали потковичар је најмања врста из рода и породице потковичара у Европи. Боја крзна код одраслих јединки је са леђне стране смеђа или смеђежута, а са трбушне стране је сиво-беле боје. Насељава брдскопланинске области до 2000 м. У Србији је чест у спелеолошким објектима, рудницима, по таванима запуштених кућа и салаша. Једе углавном мале двокрилце, опнокрилце и мале ноћне лептире. Женка рађа једног младунца од средине јуна до средине јула. Младунци постају самостални са 6 недеља старости. Највећа забележена дужина живота код ове врсте износила је 21 годину.
- Дугопрсти вечерњак (Myotis cappaccinii)

Дугопрсти вечерњак је средње крупан слепи миш. Боја крзна са леђне стране је сива до сивосмеђа, а са трбушне је сивобела. Дугопрсти вечерњак настањује скоро искључиво крашке области, са воденим стаништима, око река и језера. Женке рађају младунце од почетка до краја маја. Са око 18 дана старости младунац може да лети. Хране се мушицама, воденим стеницама, а у мањем обиму ноћним лептирима и опнокрилцима и ситним рибицама.
- Дугокрили љиљак (Miniopterus schreibersii)

Дугокрили љиљак је слепи миш средње величине. Боја крзна на леђима је сивосмеђа до тамносива. Са трбушне стране боја крзна је мало светлија. Углавном живи у медитеранским пределима са различитим стаништима. Младунци се рађају од средине јуна до почетка јула. Храни се углавном малим инсектима. Највећа дужина живота износила је 16 година.
У пећини током зиме борави више од 35 000 јединки.

## Легенда
На основу легенде, древни грчки јунак Орфеј сишао је у подземни свет пећине како би пронашао Еуридку.